# عبد الله بن عامر بن ربيعة
عبد الله بن عامر بن ربيعة تابعي وأحد رواة الحديث النبوي، هو أبو محمد عبد الله بن عامر بن ربيعة العدوي المدني حليف بني عدي بن كعب، وكان أبوه عامر بن ربيعة بن كعب بن مالك من كبار المهاجرين البدريين ، ولد عام الحديبية سنة 6 هـ.
روى الحديث عن أبيه عامر بن ربيعة وعمر بن الخطاب وعثمان بن عفان وعبد الرحمن بن عوف وطائفة من الصحابة ، وله حديث مرسل رواه أبو داود في سنن أبي داود ، وحدث عنه عاصم بن عبيد الله وأبو بكر بن حفص الوقاصي ويحيى بن سعيد الأنصاري وابن شهاب الزهري وآخرون توفي سنة 85 هـ.

## النسب
أختلف في نسبه ونسب أبيه، فقيل أنهم من عنس من مذحج، وقيل من عنز بن وائل،وفي ذلك قال ابن عبد البر:«عبد الله بْن عَامِر بْن رَبِيعَة العدوي: حليف لهم، كنيته أَبُو مُحَمَّد، واختلف فِي نسب أَبِيهِ عَامِر بْن رَبِيعَة، فنسب إِلَى نزار، ونسب إِلَى مذحج فِي اليمن». وقد سرد نسبه على خمسة أقوال، هي:
- عبد الله بن عامر بن ربيعة بن كعب بن عميرة بن مالك بن كنانة بن خزيمة بن الحارث بن معاوية بن عنس بن زيد بن علة بن مذحج.[4]
- عبد الله بن عامر بن ربيعة بن كعب بن عميرة بن مالك بن كنانة بن خزيمة بن الحارث بن معاوية بن عيسى بن زيد بن علة بن مذحج.[5]
- عبد الله بن عامر بن ربيعة من بني سعد الأكبر بن عنس بن زيد بن علة بن مذحج.[6]
- عبد الله بن ربيعة بن مالك بن عامر بن ربيعة بن حجير بن سلامان بن مالك بن ربيعة بن رفيدة بن عنز بن وائل بن قاسط بن هنب بن أفصى بن دعمي بن جديلة بن أسد بن ربيعة.[7]
- عبد الله بن عامر بن ربيعة بن كعب بن مالك بن ربيعة بن عامر بن سعد بن عبد الله بن الحارث بن رفيدة بن عنز بن وائل.[8]

ومع الخلاف الواسع في نسب عبد الله بن عامر وأبيه إلا أن النسابة والمؤرخين أجمعوا على أن أبيه حليف بني عدي من قريش، وفي ذلك قال ابن عبد البر: «ولم يختلفوا أنه حليف للخطاب بن نفيل، لأنه تبناه».